# Cheopspyramidens schakt

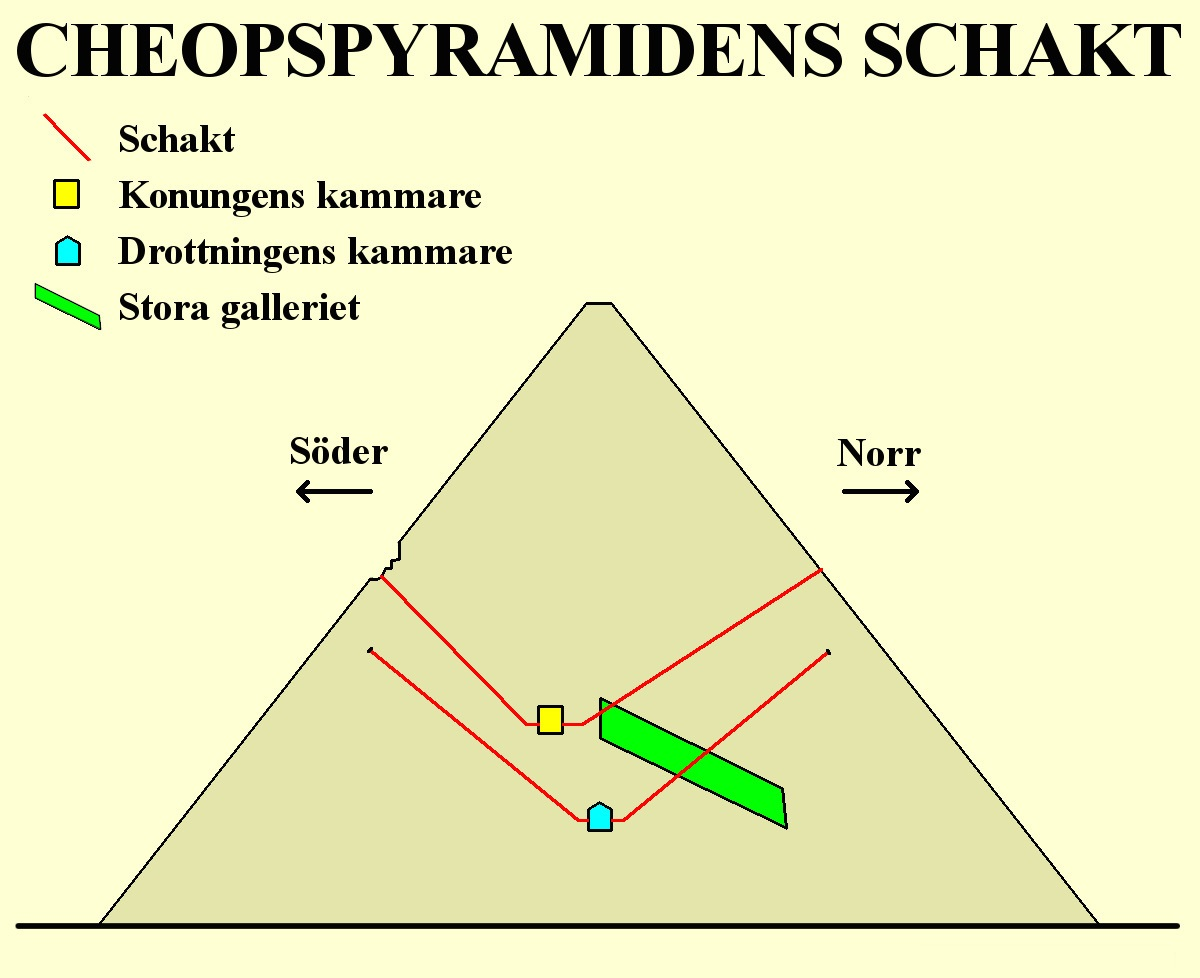
Översikt av Cheopspyramidens schakt.

Cheopspyramidens schakt är totalt fyra gångar som leder från Konungens kammare och Drottningens kammare i Cheopspyramiden i riktning snett uppåt utåt efter en inledande horisontell del. Två schakt utgår från vardera kammare i nordlig och sydlig riktning. Gångarna har ett ungefärligt kvadratiskt tvärsnitt av 20 × 20 cm, och de båda från Konungens kammare är öppna både vid pyramidens utsida och i anslutning till kammaren. Schakten från Drottningens kammare är blockerade i sina ändpunkter och var ursprungligen även blockerade där de ansluter mot kammaren.
Taket och väggarna i schakten är med några få undantag byggda genom att urtag gjorts i ett solitt kalkstenblock (upp-och-nedvänd U-form) som står på en slät kalkstensyta som skapar golvet i schakten. De byggnadsblock som ansluter mot Konungens kammare är av granit. Dessa schakt är unika för Cheopspyramiden och liknande schakt har aldrig hittats i någon annan pyramid.

## Utforskningar av schakten
1817 utforskades Cheopspyramiden av Giovanni Battista Caviglia från Genua och han öppnade då bland annat upp norra schaktet i Konungens kammare underifrån.
De båda schakten i Drottningens kammare var tillstängda och okända fram till år 1872 då den brittiska ingenjören Waynman Dixon hittade och öppnade dess försegling efter att han letat efter motsvarande schakt som han tidigare funnit i Konungens kammare. Schakten i Konungens kammare har så länge man känner till varit öppna både mot kammaren och mot utsidan.
Den engelska egyptologen Flinders Petrie gjorde en del vinkelmätningar på schakten 1881–1891.

### Upuautprojektet
Inspektionen av schakten i Upuautprojektet utfördes i tre delar. I mars 1992 inspekterades den nedre delen av de båda schakten i Drottningens kammare med roboten "Father of Upuautu" som visade sig ha en del brister i framkomligheten. I maj 1992 återupptogs inspektionen med en ny robot "Upuaut-1". Under denna andra inspektion mättes båda schakten från Konungens kammare hela vägen till utsidan, och schakten öppnades upp efter att ha varit tilltäppta av diverse skräp och sten. Tredje inspektionen gjordes i mars 1993 nu med två nya robotar "Upuaut-2" och "Rore Climber". Nu kunde man filma 19 meter upp i det norra schaktet i Drottningens kammare, och hela vägen upp till det blockerade slutet i det södra schaktet i Drottningens kammare.

### Pyramid Roverprojektet
År 2002 klättrade roboten "Pyramid Rover" upp i det södra schaktet från Drottningens kammare och borrade ett hål med diameter 20 mm genom stenen som blockerade schaktet. Den 17 september sände National Geographic live när Pyramid Rover förde in en kamera genom hålet, för att konstatera att det fanns en ytterligare blockerande sten en bit bakom den första. Kameran hade inte den tekniska möjligheten att vrida linsen och belysningen var begränsad, så man hade inte möjlighet att inspektera väggarna, golvet, taket och baksidan på den första förslutningsstenen i den dolda kammaren
Pyramid Rover klättrade även upp i det norra schaktet från Drottningens kammare och lyckades ta sig förbi flera krökar och nådde till slut efter totalt 63 meter en förslutande sten med metalldetaljer liknande den man tidigare borrat sig genom i det södra schaktet.

### Djediprojektet
Projektet initierades av Zahi Hawass för att ta fram en robot som kunde fortsätta undersökningarna av schakten från Drottningens kammare. Roboten fick namnet Djedi och var konstruerad på ett helt annat sätt än sina föregångare. En viktig parameter i konstruktionen var att roboten skulle åsamka så lite skador som möjligt på insidan av schaktet när den klättrade. Djedis "micro snake"-kamera var fullt vridbar och kunde fotografera i alla riktningar. Djediroboten kunde år 2011 ta detaljerade fotografier på alla sex sidor av kammaren bakom den första förslutningsstenen.

## Norra schaktet i Konungens kammare

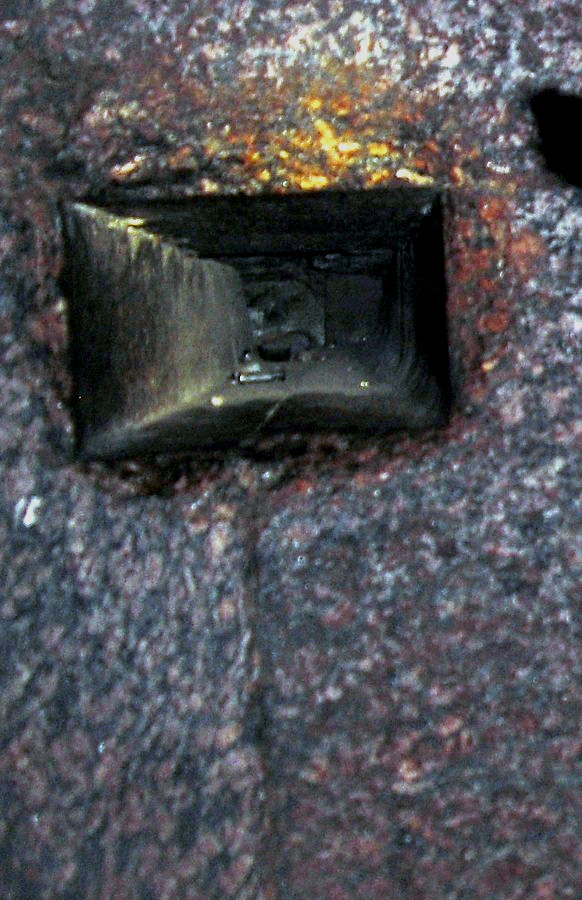
Ingången till det norra schaktet från Konungens kammare.

Höjden på schaktets tvärsnitt är 14 cm och bredden är 21 cm. Schaktets östra vägg är placerad 2,48 m från kammarens östra vägg 1,05 m över golvnivån. Den totala längden på schaktet är 59,5 m, och den kommer ut på utsidan 1,6 m öster om pyramidens nord-sydliga axel 78 m över marknivå.
Schaktet löper inledningsvis 2,6 m horisontellt för att sedan vika av uppåt och även aningen västerut för att undvika en kollision med Stora galleriet. De tre första golvstenarna i den lutande delen förstördes efter att Caviglia år 1817 öppnat upp schaktet underifrån. Efter att de första metrarna stigit i varierande vinkel mellan 17° och 34° fortsätter schaktet i 32° lutning hela vägen till utsidan. Den sista delen av schaktet innan den ansluter till utsidan är delvis förstörd av en tunnel grävd från utsidan av okända plundrare.

## Södra schaktet i Konungens kammare
Schaktets tvärsnittshöjd är 14 cm och bredden är 18 cm. Schaktets östra vägg är placerad 2,5 m från kammarens östra vägg och 1,05 m över golvnivån. Den totala längden på schaktet är 53,6 m, och den kommer ut på utsidan 5,2 m öster om pyramidens nord-sydliga axel 78 m över marknivå.
Schaktet löper inledningsvis 1,7 m horisontellt för att sedan vika av uppåt. Tvärsnittet i den första lutande delen är nära på cirkulärt, vilket sannolikt inte är det ursprungliga utförandet utan kommer från senare åverkan. Efter att schaktet de första metrarna stigit i varierande vinkel mellan 39° och 54° fortsätter schaktet i 45° lutning hela vägen till utsidan.

## Södra schaktet i Drottningens kammare
Höjden på detta schaktets tvärsnitt är 21 cm och bredden är 21 cm. Schaktets östra vägg är placerad 2,9 m från kammarens östra vägg. Dess totala längd är 63,6 m och slutar mot en förslutningssten inne i pyramidkroppen.
Schaktet löper inledningsvis 2 m horisontellt för att sedan vika av uppåt i 39°. Hela vägen mellan den 19:e och den 26:e byggstenen är det skrapmärken på båda väggarna i schaktet cirka 2–3 centimeter från schaktets golv, vilket ger intrycket av att något har dragits genom schaktet efter dess färdigställande. Vid 26:e stenen är en del av golvet i schaktet skadat. 26:e, 27:e och 28:e golvstenen har ett längsgående "dike" i mitten som ser ut att komma från att andra stenar har sågats mot denna yta.
Efter den 28:e stenen stängs schaktet av en polerad slät förslutningssten. Nedre västra hörnet av stenen är skadad vilket gör att man kan ana en recess i väggen som fixerar dess position. Det har inte hittats några tecken på murbruk kring förslutningsstenen vilket indikerar att den skulle kunna vara förflyttningsbar. Stenen har två hål i vilka det sitter två stänger, sannolikt av koppar, som är böjda neråt längs stenens yttre yta. Båda dess vertikala koppardetaljer är nu avbrutna, varav den östra av dessa kopparstänger har gått av innan Upuautprojektet och den lösa biten ligger vid den 27:e stenen, och den västra koppardetaljen bröts av Pyramid Roverroboten. På insidan av förslutningsstenen formar de båda metalldetaljerna en halvcirkelbåge nedåt med en innerdiameter på drygt 3 mm innan de möter förslutningstenens insida.
På golvet i den slutna kammaren bakom förslutningsstenen längs den östra väggen finns röda målade hieroglyfer som sannolikt betyder räknetalet 121. Detta tal skulle kunna syfta till sträckan 121 cubits (antik egyptisk måttenhet = 0,524 m) = 63,4 m vilket överensstämmer med den totala längden på schaktet upp till förslutningsstenen som uppmätts till 63,6 m ± 0,4m. Förslutningsstenen är cirka 60 mm tjock och 19 cm bakom den finns ytterligare en förslutande sten fast med grövre skuren yta och utan metalldetaljer. Stenen som formar väggarna och taket till den slutna kammaren är av högre kvalité än de som formar resten av schaktet.
I schaktet ungefär 3,5 m innan den första förslutningsstenen finns det hieroglyfliknande tecken på den västra väggen av schaktet. Dessa tecken är målade i röd och svart färg och är cirka 3,5 cm höga. Dessa tecken har inte blivit inspekterade i detalj.
Ingången till schaktet var ursprungligen dold och schaktet hittades först 1872 av Waynman Dixon efter att han mejslat bort en 8 cm tjock solid slät sten i den släta väggen i Drottningens kammare.

## Norra schaktet i Drottningens kammare

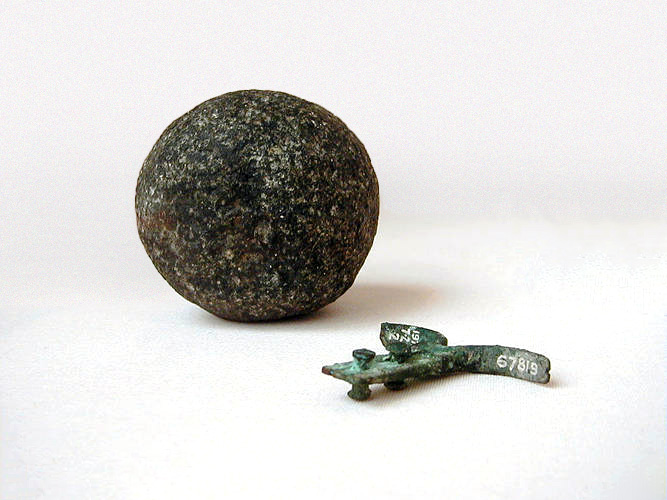
Stenklotet och kopparkroken som Dixon hittade i ett av schakten till Drottningens kammare.

Schaktets tvärsnittshöjd är 21 cm och bredden är 21 cm och den östra väggen i schaktet är placerad 2,90 m från kammarens östra vägg. Schaktets totala längd är drygt 63 m och slutar med en förslutningssten med liknande metalldetaljer som motsvarande sten i det södra schaktet mitt emot.
Schaktet löper inledningsvis 1,9 m horisontellt för att sedan vika av uppåt med en varierande stigningsvinkel mellan 33° och 40°. Efter nionde stenen cirka 19 m in i schaktet viker schaktet av ungefär 45° väster och därefter ytterligare två krökar vid 22 m och 25 m in i schaktet.
I schakten i Drottningens kammare hittade Dixon år 1872 tre föremål:
- En cirka 5 cm lång krok av koppar med två nitar[13] (hittades i det södra schaktet).
- Ett 6,5 cm stort grågrönt stenklot av diabas[14] (hittades i det norra schaktet).
- En 13 cm lång avbruten trästav (hittades i det norra schaktet).

Kopparkroken och stenklotet finns idag på British Museum. Trästaven finns på Marischal Museum i Aberdeen. Tänkbara förklaringar till dessa föremål skulle kunna vara att de är kvarglömda verktyg från pyramidens uppförande, eller att föremålen medvetet placerats i schaktet för att vara till hjälp för kungen att öppna schaktet för sin väg upp mot himmelen.
Vid den sjunde stenen ungefär 12 meter in i den stigande delen av schaktet ligger den första av flera 2,7 m långa sexkantiga metallstänger med gängad ände som sannolikt lämnats kvar efter att någon försökt utforska schaktet, vilket tros varit Waynman Dixon 1872. Den övre änden till en av metallstängerna har fastnat i krökningen som schaktet gör vid nionde stenen. Nära krökningen vid schaktets östra vägg ligger även ett litet mörkt föremål av okänt material med två borrade hål. Delningen mellan dessa hål överensstämmer med avståndet mellan bitarna i kopparkroken som Dixon hittade. I krökningen efter nionde stenen ligger även en kvadratisk stav vars övre ände fortsätter långt upp i schaktet efter dess krökning och dess nedre ände slutar mot schaktets östra vägg. Denna stav ligger under den tidigare nämnda sexkantiga metallstången. Det är tänkbart att denna kvadratiska stav är den trästav varifrån den ovan nämnda avbrutna trästaven som Dixon hittade härrör. Det går att tolka Dixons anteckningar ("Accidental fractured") som att det var han som av misstag bröt av trästaven.
Även detta schakt var gömt och hittades och öppnades 1872 av Waynman Dixon på motsatt sida mot där han tidigare hittat det södra schaktet.

## Schaktens funktion

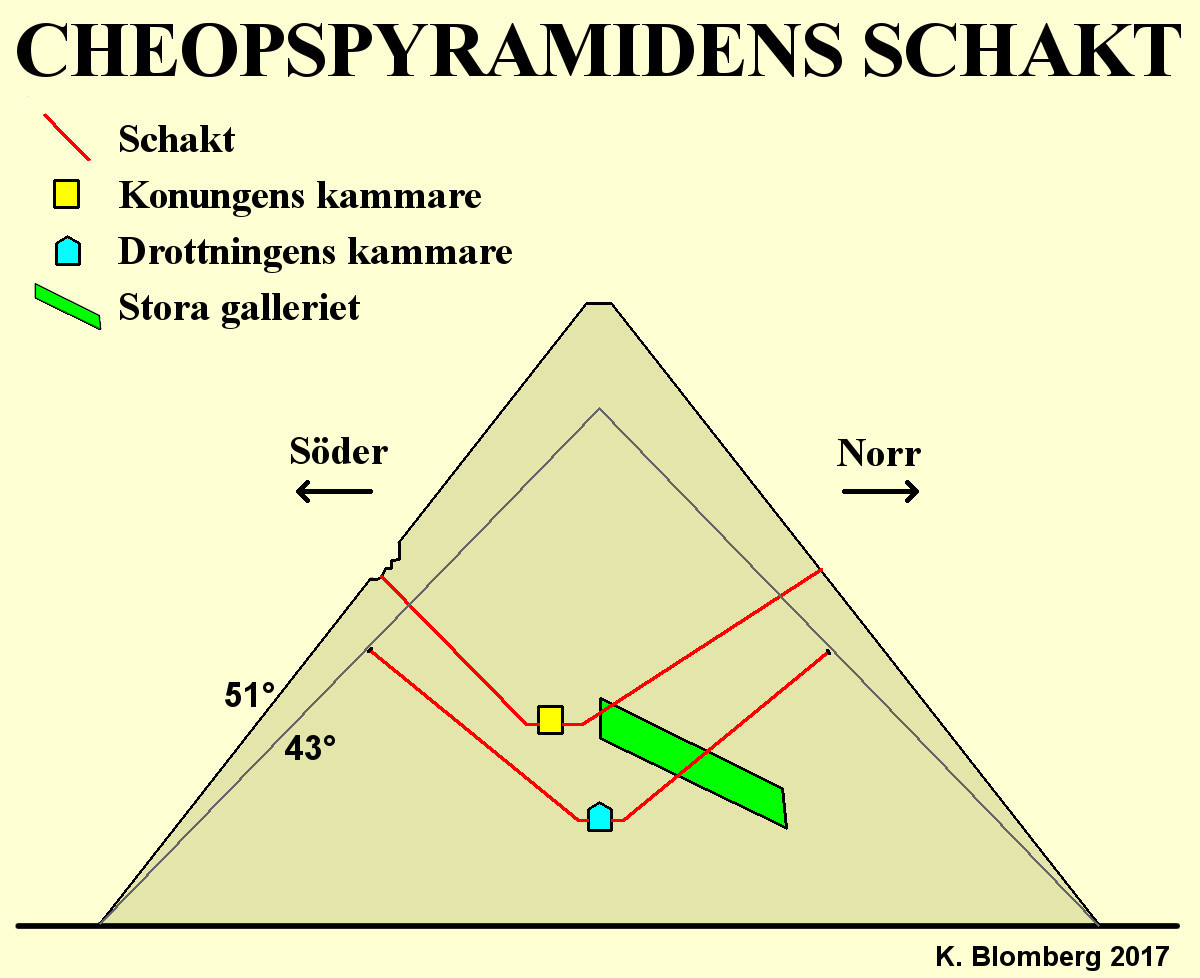
Illustration visande hur schakten från Drottningens kammare matchar en hypotetisk fasadvinkel på 43°.

Det är oklart vad schakten har för funktion. Inga äldre pyramider har haft några liknande schakt, och inga senare heller. Oavsett vilken funktion schakten har haft så har det varit en mycket viktig funktion. Det har krävts mycket arbete, både gällande fysiskt slit och arkitekturmässigt, för att integrera schakten i konstruktionen. Pyramiden är byggd av horisontella lager av stenar vilket kraftigt kompliceras av att korsas av schakt i olika vinklar.
Faktumet att de båda schakten till Drottningens kammare var förseglade och osynliga från insidan innan Dixon hittade dem, och att de är blockerade innan de når pyramidens yttre fasad, indikerar en tydlig skillnad mot schakten från Konungens kammare. En hypotes som förklarar denna skillnad bygger vidare på den etablerade teorin att arkitekterna ändrade designen på pyramiden under det pågående uppförandet. Hypotesen baseras på att under den fasen i uppförandet när Drottningens kammare var tänkt som huvudsaklig gravkammare så var pyramiden byggd med 43° fasadlutning, och då nådde schakten från Drottningens kammare till fasaden. När sedan beslutet kom att göra pyramiden högre och även bygga Konungens kammare ändrades fasadvinkeln till dagens 51°, och schakten mot Drottningens kammare förseglades i stället för att förlängas mot den nya fasaden. Denna hypotes förklarar även den finare stenkvalitén precis i slutet på schakten med att dessa stenar ursprungligen var fasadstenar.
Några olika teorier i urval om funktioner för schakten som har figurerat:
- De är luftschakt. På engelska kallas de ofta "Air shafts". I Konungens kammare där båda schakten är öppna i båda ändar är det i dag ett visst luftflöde beroende på temperaturskillnaden mellan pyramidens norra och södra vägg.[3] Mot teorin om luftschakt talar att dess konstruktion med lutande kanaler är långt mycket mer komplicerad än vad som skulle behövts för att ventilera Konungens kammare.[2][11][16][1]
- De är ljusschakt. Det finns dock mycket som talar mot denna teori. Alla schakten är krökta på flera ställen. De börjar även med en horisontell del på cirka två meter i sin nedre del. Sannolikt skulle ytterst lite ljus kunna leta sig genom dessa långa och krökta schakt oavsett var ljuskällan är placerad.[1]
- De är stjärnschakt. En vanlig teori som stöds av att alla schakten stiger i olika vinklar vilket skulle kunna förklara att de pekar mot olika stjärnor. En vanlig tolkning är att de södra schakten pekar på Sirius och Alnitak vid dess positioner ungefär 2450 f.Kr.[17] och att de norra schakten pekar mot Kochab och Thuban.[18] Dock försvagas teorin av att schaktens vinkel varierar längs schaktens sträckning så det är oklart vilken punkt på himlen som varje schakt pekar mot.[16]
- De är vattenschakt. En svag teori eftersom det inte är så lätt att hitta en rimlig förklaring till varför man skulle hälla ner vatten i pyramidens kammare. Schaktens golv består av många olika stenblock som inte har täta skarvar, så vatten som av någon anledning rinner ner i schakten skulle sannolikt rinna ner i skarvarna mellan stenarna i golvet.[1]
- De har andlig eller religiös funktion. En teori om att schakten är vägar ut för konungens själ är en tänkbar förklaring förutsatt att pyramiden är en gravkammare. Teorin försvagas av att liknande schakt inte funnits i andra gravkammare. Dock har egyptiska pyramider traditionellt en lutande gång ner mot gravkammaren vilket just Cheopspyramiden inte har. Schakten skulle därmed kunna vara ersättare i miniatyr för den icke existerande gången neråt mot kammaren.[2][16][1]